# 八幡村 (福島県南会津郡)
八幡村（やはたむら）は福島県南会津郡にあった村。現在の只見町東部、伊南川中流左岸、塩ノ岐川流域にあたる。

## 地理
- 山：大林山、辰巳山、間々野貝山、大博多山、丸山、小手沢山、赤羽根山、雨呼山、大根下山、笠山、小林山
- 河川：伊南川、塩ノ岐川

## 歴史
- 1889年（明治22年）4月1日 - 町村制の施行により、大倉村、二軒在家村、塩岐村の区域をもって発足。
- 1940年（昭和28年）11月5日 - 小梁村・布沢村と合併して明和村が発足。同日八幡村廃止。

## 交通

### 道路
- 沼田街道（現・国道289号）